# سنجان (مركزي)
سنجان (بالفارسية: سنجان) هي مدينة تقع في إيران في البلدة المركزية. يقدر عدد سكانها بـ 10,592 نسمة .